# Austevoll
Austevoll là một đô thị ở hạt Hordaland, Na Uy. Austevoll đã được tách khỏi Sund vào ngày 1 tháng 1 năm 1886.
Đô thị này bao gồm nhiều đảo nằm ở phía tây nam của Bergen. Austevoll bao gồm 667 đảo ngoài khơi bờ tây Tây Na Uy. Đô thị này có tổng diện tích 114,0 km² và bờ biển dài 337 km. Điểm cao nhất ở Austevoll là núi Loddo, cao 244 mét trên mực nước biển.

## Các đảo lớn
- Møkster
- Selbjørn
- Hundvåkøy
- Stolmen
- Storekalsøy
- Huftarøy

## Các đơn vị giáp ranh
Đô thị này giáp Sund, Bergen, và Os về phía bắc và đông bắc, Tysnes về phía đông, và Fitjar và Bømlo về phía nam. Biển Bắc nằm về phía tây của Austevoll.
Các làng
| Hạng | Làng              | Dân số (2005) | District Population (2001) |
| ---- | ----------------- | ------------- | -------------------------- |
| 1    | Storebø           | 1.032         | 1.341                      |
| 2    | Bekkjarvik        | 355           | 489                        |
| 3    | Kolbeinsvik       |               | 481                        |
| 4    | Vinnes            |               | 378                        |
| 5    | Haukanes          |               | 235                        |
| 6    | Vik               |               |                            |
| 7    | Hufthammer        |               |                            |
| 8    | Vestre Vinnesvaag |               |                            |
| 9    | Husavik           |               |                            |
| 10   | Otteraa           |               |                            |

Các đảo có người ở
| Hạng | Đảo         | Dân số |
| ---- | ----------- | ------ |
| 1    | Huftarøy    | 2435   |
| 2    | Selbjørn    | 956    |
| 3    | Hundvåkøy   | 554    |
| 4    | Stolmen     | 206    |
| 5    | Storekalsøy | 167    |
| 6    | Møkster     | 65     |
| 7    | Litlekalsøy | 26     |